# San Vitero
San Vitero è un comune spagnolo di 708 abitanti situato nella comunità autonoma di Castiglia e León.